# Оксид-хлорид европия(III)
Оксид-хлорид европия(III) — неорганическое соединение, 
оксосоль европия и соляной кислоты с формулой EuOCl,
светло-желтые кристаллы.

## Получение
- Разложение кристаллогидрата хлорида европия(III) при нагревании:

{\displaystyle {\mathsf {EuCl_{3}\cdot 6H_{2}O\ {\xrightarrow {380-675^{o}C}}\ EuOCl+2HCl+5H_{2}O}}}

## Физические свойства
Оксид-хлорид европия(III) образует светло-желтые кристаллы
тетрагональной сингонии.